# Siliana (Stadt)

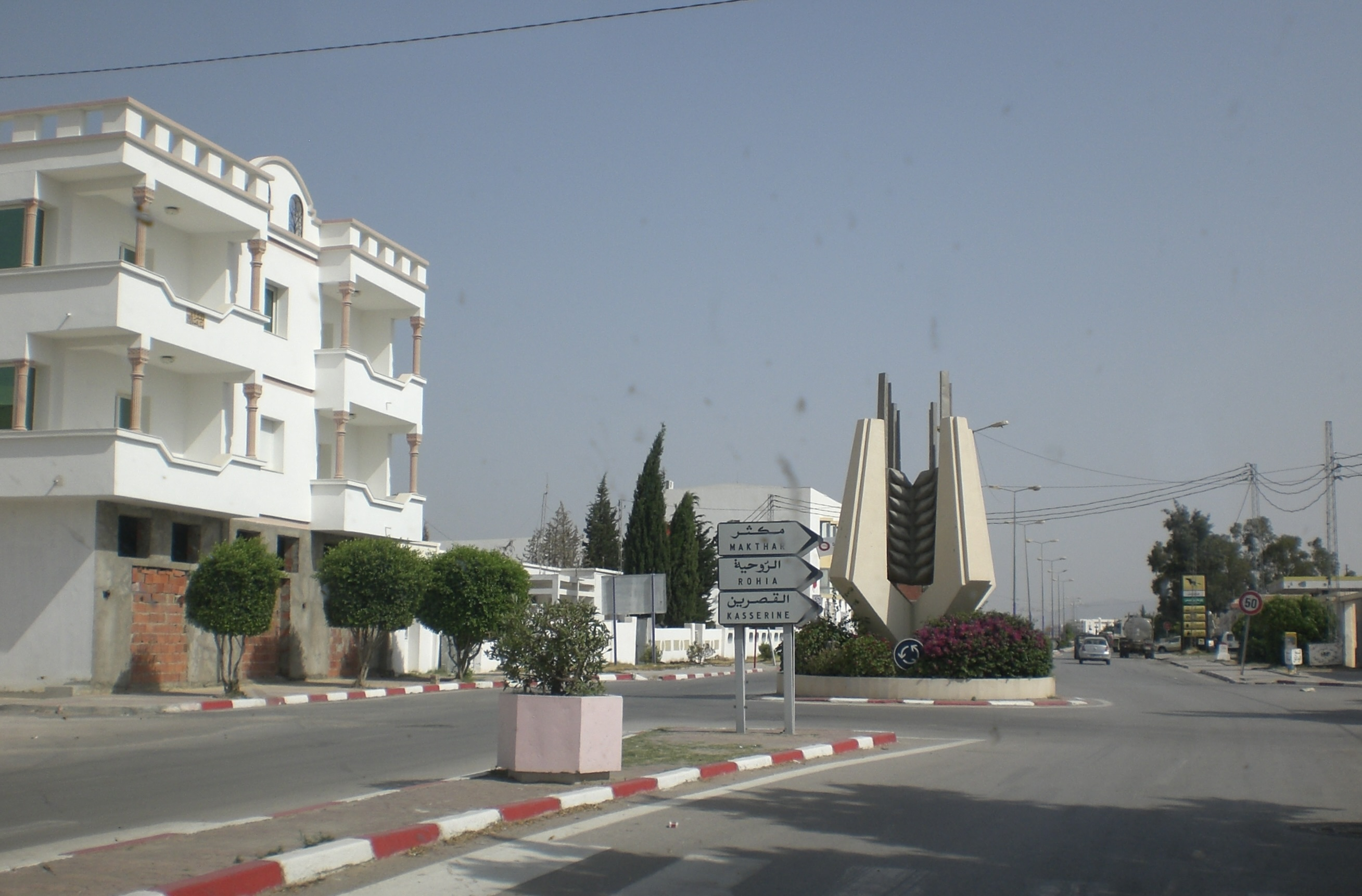
Zentrum Silianas

Siliana (arabisch سليانة ⓘ) ist eine aus zwei Delegationen (Siliana Nord und Siliana Sud) bestehende tunesische Stadt mit etwa 25.000 Einwohnern; die Gesamtbevölkerung der beiden Delegationen beträgt etwa 60.000 Einwohner. Siliana ist die Hauptstadt des gleichnamigen Gouvernements.

## Lage
Die Stadt liegt im Norden Tunesiens in einer Höhe von etwa 430 m ü. d. M. am gleichnamigen Fluss Oued Siliana. Sie ist knapp 130 km südwestlich der Hauptstadt Tunis gelegen. Kairouan befindet sich etwa 100 km in südöstlicher Richtung.

## Wirtschaft
Traditionell spielt die Landwirtschaft die wichtigste Rolle im Wirtschaftsleben der Bevölkerung. Im Laufe der Zeit entwickelten sich jedoch auch städtisches Handwerk, Handel und der Dienstleistungssektor zu nennenswerten Wirtschaftsfaktoren. Trotz dieser Entwicklungen leidet die Stadt unter einer hohen Arbeitslosigkeit.

## Geschichte
Siliana entstand im Jahr 1910 als kleine Siedlung um einen landwirtschaftlichen Wochenmarkt (Suq) herum und erhielt am 6. September 1945 den Status einer Gemeinde.
Der Ort erlangte auch außerhalb des Landes Bekanntheit als Zentrum der Armuts-Proteste in Tunesien Ende November/Anfang Dezember 2012. Die Demonstrationen im Ort, die die Polizei gewaltsam niederzuschlagen versuchte, forderten mindestens 200 Verletzte und richteten sich gegen den aktuellen Gouverneur, dem Korruption vorgeworfen wurde sowie gegen Armut und Arbeitslosigkeit in der Region.

## Sehenswürdigkeiten
Die Römerstadt Mactaris befindet sich etwa 35 km südwestlich.

## Sonstiges
Das antike Zama, Ort der berühmten Entscheidungsschlacht (202 v. Chr.) zwischen den karthagischen Truppen unter der Führung Hannibals und den Römern unter Publius Cornelius Scipio Africanus, liegt nur etwa 10 km nordwestlich beim heutigen Ort Jama. 